# Ana Aslanová
Ana Aslanová (1. ledna 1897 Brăila – 20. května 1988 Bukurešť) byla rumunská lékařka. V roce 1922 vystudovala Universitatea de Medicină și Farmacie „Carol Davila” din București, jejím učitelem byl Daniel Danielopolu. Zabývala se účinkem prokainu na zpomalování procesu stárnutí organismu. Vyvinula léky Gerovital a Aslavital a zřídila omlazovací kliniku, kterou navštěvovali světoví prominenti. Diktátor Nicolae Ceaușescu výzkumy Aslanové bohatě podporoval a prezentoval je jako důkaz vysoké úrovně rumunské vědy. V roce 1974 byla Ana Aslanová jmenována členkou Rumunské akademie. Účinnost jejích metod je však sporná, v USA byla distribuce Gerovitalu v roce 1982 zakázána.